# علي الراعي
علي الراعي (1920 - 1999) ناقد أدبي مصري.

## حياته
وُلد في محافظة الإسماعيلية في عام 1920 في بيئة كانت تعيش فيها العديد من الجنسيات المختلفة التي تعايشت مع بعضها البعض، الأمر الذي ساعده في صنع صداقات مع أناس شتى مهما اختلفت أديانهم أو اتجاهاتهم السياسية.

### دراسته
انتقل دكتور على الراعى إلى القاهرة والتحق بكلية الآداب جامعة القاهرة قسم اللغة الإنجليزية في عام 1939 ثم تخرج منها عام 1944، وحصل على منحة دراسية في جامعة برمنجهام حيث حصل على درجة الدكتوراه في موضوعه برنارد شو. وطالما أن الهدف الاسمي للمثقف الحقيقي كما جسّده دكتور على الراعى هو تثقيف الشعب وتعميق وعيه وإثراء ذائقته، فإن اختيار الأسلوب الذي يوجه به خطابه لا يقل أهمية عن الهدف ذاته، لهذا اختار علي الراعي في كتاباته طريق البساطة الأثرة والعمق الشديد بعيداً عن التقعر بالمصطلحات والمفاهيم الغامضة واللغة الأنانية المحتفية بنفسها.

### وفاته
18 يناير 1999 هو يوم الختام للدكتور على الراعي الشخصية المصرية العريقة في مجال المسرح، الذي أثري التراث الثقافي والأدبي المصري بكتاباته التي لا تقدر بمال في مجال السياسة والمسرح والنقد، فكان له فكرة بان للأدب دوراً اجتماعيا.

## مسيرته الثقافية
عمل الراعي كمقدم برامج في الإذاعة المصرية وقام بتدريس الأدب المعاصر في كلية الآداب جامعة عين شمس. كما شغل رئاسة هيئة الموسيقى والمسرح التي كانت تتبع وزارة الثقافة والمسئولة عن المعاهد الفنية للوزارة، وكان من ضمن إسهاماته إنشاء أول فرقة شعبيه وعدداً من الفرق الموسيقية.

### مجلة المجلة المصرية
في مارس 1959 تولى الدكتور علي الراعي رئاسة تحرير مجلة المجلة المصرية، واستطاع الدكتور «الراعي» أن يطور من أدائها، وشخصيتها من خلال اهتمامه بفنون الشعوب، بالإضافة إلى إبداعات المفكرين والأدباء، فنشرت في عهده كتابات عن فنون الشارع، والفلكلور، والتراث الشفاهي في مصر والوطن العربي والعالم، وظهرت أسماء أحمد رشدى صالح، وعبد الحميد يونس وسعد نافع على صفحاتها يكتبون عن إبداعات الشعوب، وفنونها كما شهدت هذه الفترة إسهامات نقدية هامة للدكتور محمد مندور، ورمسيس يونان، وزكى نجيب محمود، فضلاً عن إسهامات لويس عوض، ودكتور طه حسين، وعثمان أمين، وعلي أدهم والجبخانجى وأنور عبد الملك. وفي أبريل 1962 ترك «علي الراعي» «المجلة» بعد خروج ثروت عكاشة من الوزارة، وتولى تحريرها خلفًا له عبد القادر حاتم.

### كتاباته
في عام 1968 قدم الراعي استقالته في العديد من المناصب الحكومية لكي يتمكن من متابعة مهنة الكتابة، حيث ألف اثني عشر كتاباً عن المسرح وترجم كتباً كثيرة لمشاهير الكتاب العالميين مثل تشيكوف وابسن. وفي عام 1973، سافر إلى الكويت لتدريس الدراما المعاصرة وعاد في عام 1982 ليلتحق بمجلة روز اليوسف ثم بعد ذلك مجلة المصور ثم بدا يكتب في جريدة الأهرام.
كتب الراعي للمسرح حوالي 51 كتاباً واتخذ من النقد رسالة وطنية واجتماعية، وانحاز إلي الفن الجميل الذي يحمل الفكرة العميقة دون تجهم، ويحافظ علي الهوية الثقافية دون انغلاق علي الذات، ويفتح الباب للتجريب، والانفتاح علي ثقافات العالم. وفي مجال القصة والرواية ترك حصاداً كبيراً واستطاع أن يشد قارئ «الأهرام» إلي الأعمال الأدبية والمواهب الجديدة التي يكتب عنها، ففي مقالته الأسبوعية بالأهرام كان القارئ يستطيع أن يري النقد، ويري النص، ويضع أصابعه علي مواطن الفرح والجمال فيه، ويسعد بالأضواء الباهرة التي يسلطها الكاتب علي البراعم والزهور الأدبية التي تتفتح.

## الجوائز
حصل الراعي على جائزة الدولة التقديرية وجائزة التقدم العلمي الكويتية.